# Heaven (canção de John Legend)
Heaven é uma música do cantor americano John Legend, segundo single do álbum Once Again, de 2006. John Legend recebeu o Grammy de "Melhor Performance Masculina de R&B" com essa canção.

## Faixas

### Reino UnidoDownload digital
1. "Heaven" - 3:37
2. "Heaven" (Johnny Douglas remix) - 3:40

### Estados UnidosDownload digital
1. "Heaven" (remix) (part. Pusha T of Clipse)
2. "Heaven" (a capella) (part. Pusha T of Clipse)
3. "Heaven"
4. "Heaven" (instrumental)

## Desempenho nas paradas
| Top (2006)                                        | Melhor posição |
| ------------------------------------------------- | -------------- |
| Estados Unidos - Billboard Bubbling Under Hot 100 | 12             |
| Estados Unidos - Billboard Hot R&B/Hip-Hop Songs  | 26             |